# 中西知嘉子
中西 知嘉子（なかにし ちかこ）は、日本の情報工学者。大阪工業大学情報科学部情報知能学科教授。工学博士（大阪大学）。電子情報通信学会リコンフィギャラブルシステム研究専門委員会委員。
専門は、知能情報学・エッジAI、システムアーキテクチャ（特にSoCやFPGA）・計算機システム、プログラミング（C、Java含む）。

## 経歴
大阪大学基礎工学部卒業。2000年同大学大学院基礎工学研究科情報数理系博士課程修了、工学博士（大阪大学）。三菱電機LSI研究所にて、計算機アーキテクチャ、コンパイラの研究などに従事。2015年神戸大学大学院システム情報学研究科研究員を経て、2016年大阪工業大学情報科学部に着任。2019年同学部情報知能学科准教授を経て、2025年同学科教授。
主な所属学会は、電子情報通信学会、情報処理学会など。主な受賞は、情報処理学会論文賞。

## 主な研究
- 推論処理におけるエッジAIの実現[4][5][6]
- エッジAIのデータ分割による転送手法の改善とさらなる高速化手法の検討
- AIを用いた異常検知の高速、高精度化手法
- 機械学習(ML)ライブラリのC言語化の実現
- SoCを用いた画像処理システムの性能検証や複数手書き文字認識システムの高速化
- システムアーキテクチャの最適化の研究
- 畳み込み回路の高速実行のための検討

主な国際会議での発表は、IEEE International Workshop on Signal Processing Systems 2017にて、「FPGA Implementation of Object Recognition Processor for HDTV Resolution Video Using Sparse FIND Feature」。